# Kinothek
Eine Kinothek (Kunstwort aus ‚Kino‘ und ‚Bibliothek‘) ist eine Anthologie mit Musikstücken für die Begleitung von Stummfilmen durch Kinomusiker. In ihr wurde Notenmaterial nach Kriterien des Musikcharakters sortiert zusammengefasst, das dann für die musikalische Illustration verschiedener Filme verwendet werden konnte. Den Begriff ‚Kinothek‘ geprägt hat Giuseppe Becce mit seiner Kinobibliothek (später verkürzt zu Kinothek), einer mehrbändigen Sammlung von Musikstücken unterschiedlicher Stimmungen für typische Filmszenen, die er von 1919 bis 1929 veröffentlichte. Kinotheken sind Teil der frühen Filmmusikgeschichte.

## Einsatz
Neben den selteneren Fällen von speziell für einen einzelnen Film komponierter Musik und der häufigeren Improvisation wurde für die Stummfilmbegleitung hauptsächlich auf vorhandene Musik zurückgegriffen. In jedem Fall hing die Qualität des Zusammenspiels von Film und Musik stark von der jeweiligen Musikwahl und dem Können der Musiker ab. Sowohl die sogenannten Cue Sheets als auch Kinotheken sollten dabei helfen, die Willkür in der musikalischen Begleitung einzudämmen und damit zugunsten der Wirtschaftlichkeit und des künstlerischen Anspruchs die Qualität der Filmvorführung anzuheben. Anders als Cue Sheets waren Kinotheken nicht für einen bestimmten Stummfilm konzipiert, sondern boten eine Auswahl an Stücken für verschiedene Filme an. 
Die in Kinotheken zusammengestellte Musik basiert oft auf klassischen Werken und erstreckt sich über viele Sparten wie Salonstücke, Potpourris, Fantasien, Opernparaphrasen, Ouvertüren, Märsche, Tänze. Viele Sammlungen enthalten auch populäre Stücke und neue, für die Filmbegleitung vorgesehene Kompositionen.
Allen diesen Stücken wurde eine dramaturgische Situation oder eine Stimmung zugewiesen, die in Filmen jener Zeit üblicherweise vorkommen konnte (Heiterkeit, Liebe, exotisches Ambiente, Verfolgungsjagd, Schwertkampf, Tod u. a.). So war es dem Dirigenten eines Kino-Orchesters, dem Pianisten oder einem anderen Musiker mithilfe von Kinotheken möglich, für einen bestimmten Film Musikstücke zu kombinieren, nachdem er einen Blick in den Film geworfen hatte, um abzuschätzen, was für Musik dazu passen könnte. Die damit einhergehende Standardisierung der begleitenden Musik wurde von einigen Zeitgenossen kritisiert.

## Einflussreiche Kinotheken
Zwischen 1919 und 1929 gab Giuseppe Becce in der Schlesinger’schen Buch- und Musikalienhandlung in Berlin die Bände seiner Kinobibliothek beziehungsweise Kinothek heraus. Einige der darin enthaltenen Stücke waren von ihm eigens komponiert, die meisten jedoch bereits existierende, für den Zweck neu arrangierte Werke aus dem klassischen Repertoire. Für Notenunkundige nahm Becce zusätzlich eine Schallplatte mit den Musikstücken der Kinothek auf. Becces Anthologie zählt zu den bekanntesten Kinotheken, war jedoch nicht die erste und einzige derartige Publikation. 
Die erste amerikanische Filmmusik-Sammlung ist vermutlich Gregg A. Frelingers Motion Picture Piano Music: Descriptive Music To Fit the Action, Character or Scene of Moving Pictures (dt.: ‚Film-Klaviermusik: Deskriptive Musik passend zu Handlung, Charakter oder Szenen von Filmen‘) aus dem Jahr 1909. Sie enthält einfache Klavierstücke, die zum größten Teil originale Kompositionen sind, zum Teil Paraphrasierungen gängiger Lieder.
Eine besonders erfolgreiche und die frühe Stummfilmmusik der USA prägende amerikanische Kinothek ist die mehrbändige Sam Fox Moving Picture Music von John Stepan Zamecnik; ihr erster Band mit 25 kurzen, von Zamecnik für Klavier komponierten Stücken erschien 1913. Im selben Jahr folgte Band zwei, ein Jahr später Band drei. Ebenfalls erfolgreich war die 1924 von Ernö Rapée herausgegebene Sammlung Motion Picture Moods. Sie beinhaltet bekannte klassische Werke von Grieg, Mendelssohn, Johann Strauss, Schumann, Bizet, Brahms und Tschaikowski, des Weiteren volkstümliche Stücke, patriotische Airs, Nationalhymnen, landesspezifische Lieder, Balladen des 19. Jahrhunderts und eigens für das Kino komponierte Stücke unbekannterer Komponisten, wie etwa den Indian War-dance von Irénée Berge oder das Allegro Misterioso Nottorno von Gastón Borch.

## Anhang

### Kinotheken
- John Stepan Zamecnik: Sam Fox Moving Picture Music. Cleveland: Sam Fox Publishing. Mehrere Bände ab 1913.
- Giuseppe Becce (Hrsg.): Kinothek. Neue Filmmusik. Berlin-Lichterfelde/Leipzig: Schlesinger’sche Buch- und Musikalienhandlung Robert Lienau 1919–1929. 6 Doppelbände.
- Ernö Rapée (Hrsg.): Motion Picture Moods For Pianists and Organists. A Rapid Reference Collection of Selected Pieces, Adapted to 52 Moods and Situations. New York: G. Schirmer 1924.